# 土谷全次

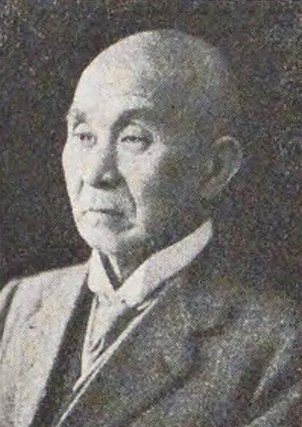
土谷全次

土谷 全次（つちや ぜんじ、安政2年5月10日（1855年6月23日） - 昭和10年（1935年）4月6日）は、日本の衆議院議員（立憲政友会）。高崎市長。医師。

## 経歴
出羽国平鹿郡睦合村（現在の秋田県横手市）出身。秋田医学校を卒業した。高崎市に医院を開業し、高崎市医会会長を務めた。高崎市会議員、同参事会員、群馬郡会議員、同参事会員、県会議員に選出された。
1917年（大正6年）、第13回衆議院議員総選挙に出馬し、当選を果たした。
その後、1921年（大正10年）から高崎市長を務めた。